# 足利市

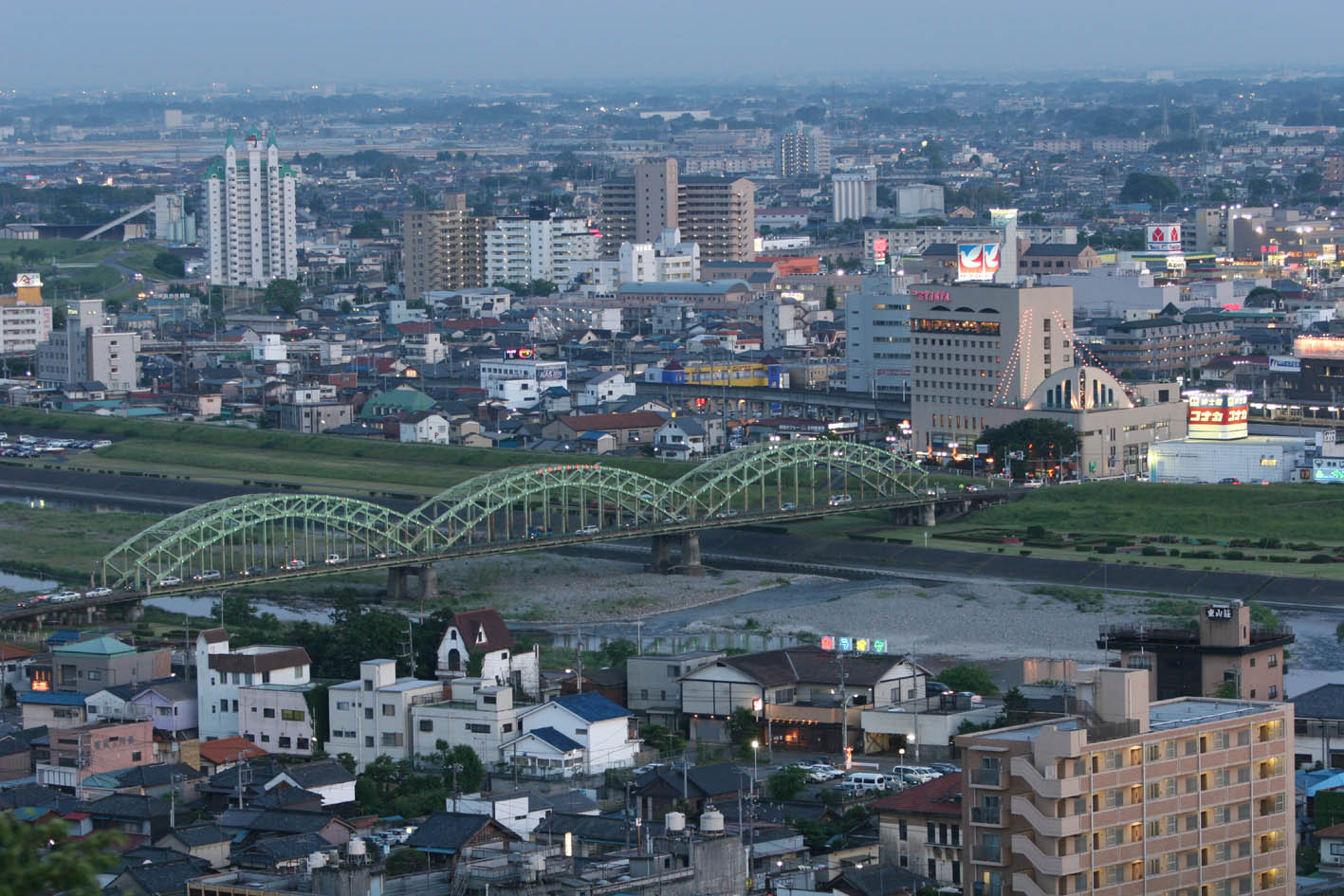
足利市中心部を流れる渡良瀬川

足利市中心部周辺の空中写真。市街地の中央を北西から南東方向へ渡良瀬川が流れる。2023年1月20日撮影の40枚を合成作成。。

足利市（あしかがし）は、栃木県南西部にある市。旧足利郡と旧群馬県山田郡の一部から成る。地方拠点都市。
古くは足利庄が栄えて清和源氏義家流・足利氏発祥の地としても知られ、フランシスコ・ザビエルが「坂東の大学」と呼びルイス・フロイス が日本全国で唯一の大学と記した足利学校がある。

## 概要
栃木県南西部に位置する安足地区の中心都市。1921年（大正10年）1月1日、足利郡足利町が栃木県内2番目・県南部で初めて市制施行。2021年（令和3年）1月1日、市制施行100周年を迎えた。隣接する群馬県桐生市とともに織物業が盛んで、足利銘仙の産地として知られる。人口は約14万千人で栃木県内第4位。昭和後期から平成前期までは県南部で人口最多の市であった。県南地域の佐野市・栃木市・小山市とともに栃木県南部地方拠点都市地域の中心都市に指定されている。
市内に史跡や美術館が多く、本庁地区に足利学校・鑁阿寺・足利市立美術館・草雲美術館、富田地区に栗田美術館・あしかがフラワーパークがあり、2010年（平成22年）は330万9千人だった観光客入込数が2015年（平成27年）には394万5千人に増加している。平成年間の観光客入込数は増加傾向にあり、2018年（平成30年）には508万3千人に達した。2019年（令和元年）は486万2千人で、県内第6位の観光客入込数となった。南部の御厨地区に旧日光例幣使街道の八木宿跡があり、両毛地域の民謡である八木節の名の由来となっている。
2015年（平成27年）4月、聖廟および附属建物を含む足利学校跡、足利学校遺蹟図書館の蔵書である『礼記正義』・『尚書正義』・『文選』・『周易注疏』、孔子の祭である釈奠が、水戸市の旧弘道館、備前市の旧閑谷学校、日田市の咸宜園跡などとともに「近世日本の教育遺産群－学ぶ心・礼節の本源－」の名で日本遺産に認定された。
足利家歴代当主の宗廟があった法界寺跡（樺崎寺）や、室町幕府三代将軍・足利義満が再興した浄因寺や、初代将軍足利尊氏が崇拝した日本三大毘沙門天の一つである大岩毘沙門天など足利氏ゆかりの寺が多い。京都市や鎌倉市に似た景観を待つことから、「東の京都」、「北の鎌倉」と呼ばれている。足利市は全国京都会議に加盟しており、足利市と鎌倉市は姉妹都市の提携を行なっている。

## 地理
市の北部に足尾山地、南部に関東平野が広がり、中央部を渡良瀬川が流れる。山地と平野の接点に位置する。市役所(本城三丁目2145番地)の海抜は34.54m。群馬県前橋市から南東に約35km、栃木県都の宇都宮市からは南西に約45kmの場所に位置する。
隣接する佐野市（人口約11万5000人）、桐生市（人口約10万5000人）、太田市（人口約22万2000人）、館林市（人口約7万4000人）とともに両毛地域の都市核であり、県都である宇都宮市よりも群馬県東部地方との経済的・文化的繋がりが深い。特に桐生市・太田市との関係は県境を跨いで密接であり、太田市とは平成の大合併において一時期、越境合併の話もあがった。旧小俣町・葉鹿町は桐生織物組合に加盟していたことがあり、小俣町は桐生市外十四箇町村医療事務組合にも加盟していた。

### 隣接自治体
- 栃木県
  - 佐野市
- 群馬県
  - 桐生市
  - 太田市
  - 館林市
  - 邑楽郡邑楽町

## 歴史
下野国足利荘は清和源氏義家流四男・義国からの足利氏ゆかりの地で、平安時代末期には足利義兼が源頼朝の縁戚として鎌倉幕府創設に尽力し、有力御家人の本貫地として発展した。鎌倉時代足利尊氏は後醍醐天皇の討幕運動に参加し、室町時代には足利将軍家となった。足利義康の時代から絹の産地として有り、近世近代において織物業が発達した。足利学校は学生数約3000人と記録されるほど盛況を迎え、室町時代には関東の文化の中心地として栄えた。
1947年（昭和22年）9月16日、カスリーン台風による豪雨で渡良瀬川が氾濫。市内一万戸の内九千戸が水没したほか、後に編入する周辺市町村（後述）も多くの浸水被害を出した。

### 歴史
- 1889年（明治22年）4月1日 - 町村制施行により足利郡足利町が成立する。
- 1914年（大正3年）1月14日 - 市章を制定する[6]。
- 1921年（大正10年）1月1日 - 足利町が県内二番目の市制施行を果たし足利市となる。
- 1935年（昭和10年）11月16日 - 初代足利市歌・市旗を制定する[7]。
- 1947年（昭和22年）9月5日 - 昭和天皇の戦後巡幸。足利織物工業協同組合を視察、柳原小学校校庭にて万歳による奉迎が行われた[8]。
- 1951年（昭和26年）3月30日 - 毛野村を編入する。
- 1953年（昭和28年）4月1日 - 山辺町を編入する。
- 1954年（昭和29年）
  - 8月1日 - 三重村・山前村を編入する。
  - 11月1日 - 北郷村・名草村を編入する。
- 1959年（昭和34年）4月1日 - 富田村を編入する。
- 1960年（昭和35年）7月1日 - 群馬県山田郡矢場川村の北東部を編入する。（南西部は太田市に編入する。）
- 1962年（昭和37年）10月1日 - 御厨町・坂西町を編入。これにより足利郡が消滅。現在の市域が完成する。
- 2011年（平成23年）4月1日 - 2代目にあたる市歌「われらのまちに」を制定。

## 人口
1920年（大正9年）の第一回国勢調査での足利町の人口は3万3千人で、栃木県内では県庁所在地である宇都宮市に次いで2番目に多かった。1965年（昭和40年）国勢調査で足利市の人口が15万人に達し、桐生市の人口を追い抜いて両毛地域で最多人口の市となった。国勢調査での最多人口は1990年（平成2年）の16万8千人で、2005年（平成17年）国勢調査にて小山市に、2014年（平成26年）に下都賀郡岩舟町を編入した栃木市に抜かれ、2015年（平成27年）の国勢調査人口は14万9千人で県内4番目の人口規模となっている。
| |                                        |  |
| 足利市と全国の年齢別人口分布（2005年） | 足利市の年齢・男女別人口分布（2005年） |  |
| ■紫色 ― 足利市 ■緑色 ― 日本全国 | ■青色 ― 男性 ■赤色 ― 女性              |  |
| 足利市（に相当する地域）の人口の推移 \| 1970年（昭和45年） \| 156,004人 \| \| \| 1975年（昭和50年） \| 162,359人 \| \| \| 1980年（昭和55年） \| 165,756人 \| \| \| 1985年（昭和60年） \| 167,656人 \| \| \| 1990年（平成2年） \| 167,686人 \| \| \| 1995年（平成7年） \| 165,828人 \| \| \| 2000年（平成12年） \| 163,140人 \| \| \| 2005年（平成17年） \| 159,756人 \| \| \| 2010年（平成22年） \| 154,530人 \| \| \| 2015年（平成27年） \| 149,452人 \| \| \| 2020年（令和2年） \| 144,746人 \| \| |                                        |  |
| 総務省統計局 国勢調査より |                                        |  |
| 1970年（昭和45年） | 156,004人                              |  |
| 1975年（昭和50年） | 162,359人                              |  |
| 1980年（昭和55年） | 165,756人                              |  |
| 1985年（昭和60年） | 167,656人                              |  |
| 1990年（平成2年） | 167,686人                              |  |
| 1995年（平成7年） | 165,828人                              |  |
| 2000年（平成12年） | 163,140人                              |  |
| 2005年（平成17年） | 159,756人                              |  |
| 2010年（平成22年） | 154,530人                              |  |
| 2015年（平成27年） | 149,452人                              |  |
| 2020年（令和2年） | 144,746人                              |  |

## 行政

### 歴代市長
| 代 | 氏名       | 就任                      | 退任                       | 備考           |
| -- | ---------- | ------------------------- | -------------------------- | -------------- |
| 1  | 川島平五郎 | 1921年（大正10年）4月16日 | 1925年（大正14年）4月15日  |                |
| 2  | 山口甚四郎 | 1925年（大正14年）5月1日  | 1925年（大正14年）9月9日   |                |
| 3  | 大給新     | 1925年（大正14年）10月8日 | 1931年（昭和6年）3月17日   |                |
| 4  | 久保種一   | 1931年（昭和6年）3月17日  | 1937年（昭和12年）2月4日   |                |
| 5  | 赤土正強   | 1937年（昭和12年）7月8日  | 1944年（昭和19年）1月8日   |                |
| 6  | 真鍋安次   | 1944年（昭和19年）2月22日 | 1945年（昭和20年）11月10日 |                |
| 7  | 木村浅七   | 1945年（昭和20年）12月6日 | 1967年（昭和42年）4月29日  | 1947年以降公選 |
| 8  | 長竹寅治   | 1967年（昭和42年）4月30日 | 1979年（昭和54年）4月29日  |                |
| 9  | 町田幸久   | 1979年（昭和54年）4月30日 | 1991年（平成3年）4月29日   |                |
| 10 | 早川一夫   | 1991年（平成3年）4月30日  | 2001年（平成13年）3月19日  | 在任中死去     |
| 11 | 吉谷宗夫   | 2001年（平成13年）5月13日 | 2009年（平成21年）5月12日  |                |
| 12 | 大豆生田実 | 2009年（平成21年）5月13日 | 2013年（平成25年）5月12日  |                |
| 13 | 和泉聡     | 2013年（平成25年）5月13日 | 2021年（令和3年）5月12日   |                |
| 14 | 早川尚秀   | 2021年（令和3年）5月13日  | 現職                       |                |

### 警察署
- 足利警察署（千歳町）

### 消防署
- 足利市消防本部（大正町）
  - 足利市中央消防署（大正町）
  - 東分署（川崎町）
  - 西分署（葉鹿町）
  - 足利市河南消防署（堀込町）
  - 南分署（上渋垂町）

## 議会

### 足利市議会
- 定数：24人
- 任期：2023年5月1日 - 2027年4月30日
- 議長：横山育男（無会派）
- 副議長：須田瑞穂（無会派）

| 会派名               | 議席数 | 議員名（◎は代表） |
| -------------------- | ------ | --- |
| あしかが自民党議員会 | 9      | ◎渡辺 悟、中島真弓、鶴貝大祐、末吉利啓、金子裕美、小林貴浩、斎藤昌之、栗原収、荻原久雄                                     |
| 公明党議員会         | 3      | ◎藤本秀樹、石野純子、糸谷道代                                                                                              |
| 無会派               | 12     | 鬼久保綾子、海老沼利昌、山本仁美、小沼光代、三田研三、飯島一弘、鳥井康子、須田瑞穂、横山育男、吉田晴信、尾関栄子、黒川貫男 |
| 計                   | 24     | |

（2023年5月22日現在）

### 栃木県議会
2023年栃木県議会議員選挙
- 選挙区：足利市選挙区
- 定数：4人
- 投票日：2023年4月9日

| 候補者名 | 当落 | 年齢 | 党派名     | 新旧別 | 得票数   |
| -------- | ---- | ---- | ---------- | ------ | -------- |
| 杉田光   | 当   | 43   | 自由民主党 | 新     | 11,134票 |
| 大谷弥生 | 当   | 49   | 無所属     | 新     | 10,112票 |
| 塩田等   | 当   | 62   | 無所属     | 現     | 9,339票  |
| 木村好文 | 当   | 80   | 自由民主党 | 現     | 7,835票  |
| 加藤正一 | 落   | 61   | 立憲民主党 | 現     | 7,548票  |

### 衆議院
- 任期 ： 2024年（令和6年）10月27日 - 2028年（令和10年）10月26日（「第50回衆議院議員総選挙」参照）

| 選挙区                                              | 議員名   | 党派名     | 当選回数 | 備考   |
| --------------------------------------------------- | -------- | ---------- | -------- | ------ |
| 栃木県第5区（足利市、栃木市（旧栃木市域）、佐野市） | 茂木敏充 | 自由民主党 | 11       | 選挙区 |

## 司法

### 裁判所
- 宇都宮地方裁判所足利支部
- 宇都宮家庭裁判所足利支部
- 足利簡易裁判所

## 経済
産業人口（2000年国勢調査より）
- 就業者総数：83,684人
- 第一次産業：2,222人
- 第二次産業：37,082人
- 第三次産業：44,076人
- 分類不能：304人

### 農業
- 麗容という品種のトマトの栽培が盛ん。ブランド名は「あしかが美人」。

### 環境
- イノシシやクマの出没する地域である。元足利市長の和泉聡は、農林整備課を新しく設置し、有害鳥獣対策に乗り出している。
- 2019年10月18日、女性が東武伊勢崎線福居駅ホームに現れたイノシシに衝突され、左手首や両足にけがをした。足利市内では同日、この女性を含む計4人がイノシシに襲われて負傷した[10][11][12]。イノシシは猟友会が殺処分した。「台風19号の大雨で市内を流れる渡良瀬川の水位が上昇し、河川敷を追われたイノシシが市街地に迷い込んだ可能性がある」という[13]。同年、福居町の近くの板倉町ではクマ1頭（体長約1.5メートル）が目撃されている[14][15]。

### 工業団地
- 御厨工業団地（福富新町）
- 大月・助戸工業団地（大月町・花園町・富士見町・真砂町）
- 久保田工業団地（久保田町）
- 八坂工業団地（羽刈町）
- 羽刈工業団地（羽刈町）
- 荒金工業団地（荒金町）
- 樺崎工業団地（樺崎町）
- 八坂第二工業団地（羽刈町）
- 毛野東部工業団地（川崎町・大久保町・奥戸町・迫間町）
- あがた工業団地（県町・島田町）

### 本社を置く主な企業
- WATV わたらせテレビ (旧:足利ケーブルテレビ)株式会社
- レンタルのニッケン（足利本社：大久保町）
- 丸信金属工業
- 両毛丸善

### 事業所・工場を置く主な企業
- アキレス
- ギャバン
- 三和シヤッター工業
- 田辺三菱製薬工場
- ケイミュー
- 丸和運輸機関
- 日本理化学薬品
- 昭和プロダクツ
- バンドー化学
- 浜井産業
- オイレス工業
- 大陽日酸
- 関東紙管
- 竹内産業
- 信栄

### 足利で創業した企業
- 株式会社コーエー（現神奈川県横浜市港北区）
- 足利銀行（現栃木県宇都宮市）
- 株式会社レンタルのニッケン（現東京都千代田区）
- アキレス（東京都新宿区）
- 東京拉麺（現在も足利市）

### 金融

#### 銀行・信用金庫
- 足利銀行（足利支店、東支店、六丁目支店、足利南支店、葉鹿支店、江川出張所、毛野出張所など）
- 群馬銀行（足利支店、足利南支店）
- 栃木銀行（足利支店、足利南支店、山川出張所）
- 東和銀行（足利支店、足利南支店）
- みずほ銀行（足利支店）
- 足利小山信用金庫（本店、助戸支店、毛野支店、富田支店、福居支店、葉鹿支店、小俣支店など）
- 桐生信用金庫（足利支店、堀込支店）
- 商工組合中央金庫（足利支店）
- 中央労働金庫（足利支店、足利南支店）

#### 証券会社
- 内藤証券足利支店
- 水戸証券足利支店
- フィリップ証券足利支店
- めぶき証券宇都宮支店足利駐在事務所

## 地域

### 町名
地区分けは足利市ホームページの国勢調査結果（地区別男女別人口）における旧足利郡の町村を基礎とする16地区分けに基づく。
本庁地区(旧足利町)
- 相生町（あいおいちょう）
- 旭町（あさひちょう）
- 家富町（いえとみちょう）
- 井草町（いぐさちょう）
- 伊勢町（いせちょう）
- 伊勢町（いせちょう）一丁目-四丁目
- 伊勢南町（いせみなみちょう）
- 永楽町（えいらくちょう）
- 大橋町（おおはしちょう）一丁目-二丁目
- 栄町（さかえちょう）一丁目-二丁目
- 猿田町（さるたちょう）
- 昌平町（しょうへいちょう）
- 新山町（しんやまちょう）
- 末広町（すえひろちょう）
- 助戸（すけど）一丁目-三丁目
- 助戸大橋町（すけどおおはしちょう）
- 助戸新山町（すけどしんやまちょう）
- 助戸仲町（すけどなかちょう）
- 助戸東山町（すけどひがしやまちょう）
- 大正町（たいしょうちょう）
- 大町（だいちょう）
- 大門通（だいもんどおり）
- 田所町（たどころちょう）
- 千歳町（ちとせちょう）
- 通（とおり）一丁目-七丁目
- 常盤町（ときわちょう）
- 巴町（ともえちょう）
- 錦町（にしきちょう）
- 西砂原後町（にしさわらごちょう）
- 西宮町（にしのみやちょう）
- 花園町（はなぞのちょう）
- 東砂原後町（ひがしさわらごちょう）
- 久松町（ひさまつちょう）
- 富士見町（ふじみちょう）
- 本城（ほんじょう）一丁目-三丁目
- 真砂町（まさごちょう）
- 丸山町（まるやまちょう）
- 緑町（みどりちょう）一丁目-二丁目
- 南町（みなみちょう）
- 宮北町（みやきたちょう）
- 元学町（もとがくちょう）
- 柳原町（やなぎわらちょう）
- 弥生町（やよいちょう）
- 有楽町（ゆうらくちょう）
- 雪輪町（ゆきわちょう）
- 芳町（よしちょう）

毛野地区
- 鵤木町（いかるぎちょう）
- 大久保町（おおくぼちょう）
- 大沼田町（おおぬまたちょう）
- 川崎町（かわさきちょう）
- 毛野新町（けのしんまち）一丁目-四丁目
- 常見町（つねみちょう）
- 常見町（つねみちょう）一丁目-三丁目
- 八椚町（やつくぬぎちょう）
- 山川町（やまがわちょう）

山辺地区
- 朝倉町（あさくらちょう）
- 朝倉町（あさくらちょう）二丁目-三丁目
- 借宿町（かりやどちょう）
- 借宿町一丁目（かりやどちょう）
- 田中町（たなかちょう）
- 中川町（なかがわちょう）
- 西新井町（にしあらいちょう）
- 堀込町（ほりごめちょう）
- 南大町（みなみおおまち）
- 八幡町（やわたちょう）
- 八幡町（やわたちょう）一丁目-三丁目

北郷地区
- 赤松台（あかまつだい）一丁目-二丁目
- 江川町（えがわちょう）
- 江川町（えがわちょう）一丁目-四丁目
- 大月町（おおつきちょう）
- 利保町（かかぼちょう）
- 利保町（かかぼちょう）一丁目-三丁目
- 樺崎町（かばさきちょう）
- 菅田町（すげたちょう）
- 菅田町（すげたちょう）一丁目
- 田島町（たじまちょう）
- 田島町（たじまちょう）一丁目
- 月谷町（つきやちょう）

三重地区
- 今福町（いまふくちょう）
- 五十部町（よべちょう）
- 大岩町（おおいわちょう）

山前地区
- 大前町（おおまえちょう）
- 鹿島町（かしまちょう）
- 山下町（やましたちょう）

名草地区
- 名草上町（なぐさかみちょう）
- 名草中町（なぐさなかちょう）
- 名草下町（なぐさしもちょう）
- 名草下町（なぐさしもちょう）一丁目

富田地区
- 稲岡町（いなおかちょう）
- 奥戸町（おくどちょう）
- 駒場町（こまばちょう）
- 多田木町（ただきちょう）
- 寺岡町（てらおかちょう）
- 西場町（にしばちょう）
- 迫間町（はさまちょう）

矢場川地区
- 新宿町（あらじゅくちょう）
- 里矢場町（さとやばちょう）
- 藤本町（ふじもとちょう）

御厨地区
- 荒金町（あらかねちょう）
- 上渋垂町（かみしぶたれちょう）
- 島田町（しまだちょう）
- 問屋町（とんやちょう）
- 福居町（ふくいちょう）
- 百頭町（ももがしらちょう）

筑波地区
- 県町（あがたちょう）
- 小曽根町（おぞねちょう）
- 高松町（たかまつちょう）
- 羽刈町（はかりちょう）

久野地区
- 久保田町（くぼたちょう）
- 野田町（のだちょう）
- 瑞穂野町（みずほのちょう）

梁田地区
- 下渋垂町（しもしぶたれちょう）
- 福富町（ふくとみちょう）
- 福富新町（ふくとみしんちょう）
- 梁田町（やなだちょう）

三和地区
- 粟谷町（あわのやちょう）
- 板倉町（いたくらちょう）
- 松田町（まつだちょう）

葉鹿地区
- 葉鹿町（はじかちょう）一丁目-二丁目
- 葉鹿南町（はじかみなみちょう）

小俣地区
- 小俣町（おまたちょう）
- 小俣南町（おまたみなみちょう）

## 教育

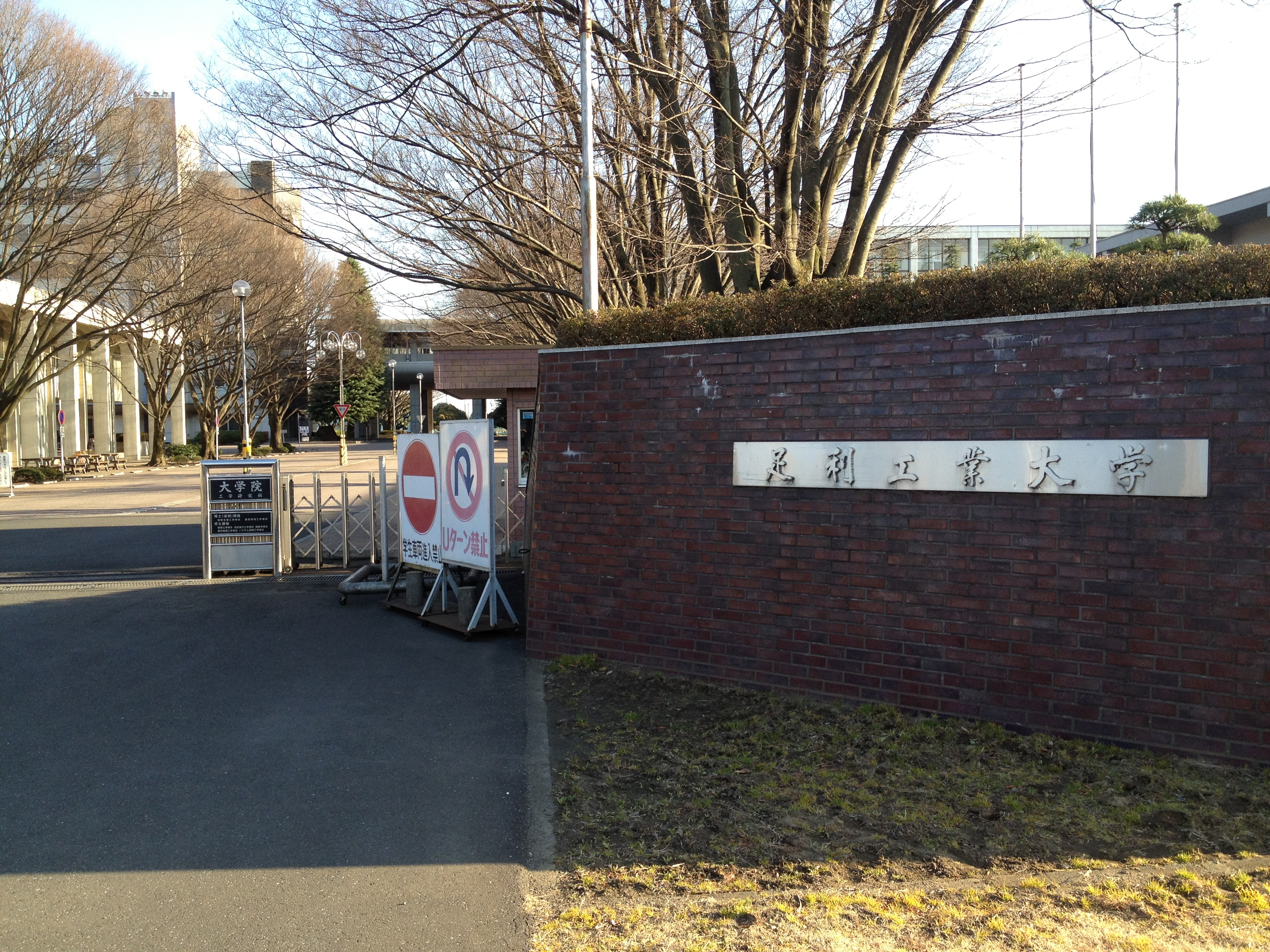
足利工業大学(現 足利大学)

### 大学
- 足利大学
- 足利短期大学

### 専修学校
- 足利製菓専門学校
- 専門学校足利コミュニティーカレッジ
- 足利文化服装専門学校
- 足利デザイン・ビューティ専門学校
- 小野文化服装専修学校
- 刑部きもの学園女子専門学校
- 山岡学園専門学校

### 各種学校
- 足利市医師会付属准看護学校
- 東日本国際アカデミー(日本語学科)

### 高等学校

#### 公立
- 栃木県立足利高等学校（本城一丁目）
- 栃木県立足利南高等学校（下渋垂町）
- 栃木県立足利工業高等学校（西宮町）
- 栃木県立足利清風高等学校（山下町）

#### 私立
- 足利大学附属高等学校（福富町）
- 足利短期大学附属高等学校（本城三丁目）
- 白鷗大学足利高等学校（本校舎：伊勢南町、富田キャンパス：多田木町）
- 鹿島学園高等学校 (足利キャンパス：田中町)

### 中学校

#### 公立
- 足利市立第一中学校（西宮町）
- 足利市立第二中学校（本城一丁目）
- 足利市立第三中学校（常盤町）
- 足利市立毛野中学校（八椚町）
- 足利市立山辺中学校（西新井町）
- 足利市立西中学校（山下町）
- 足利市立北中学校（菅田町）
- 足利市立富田中学校（駒場町）
- 足利市立協和中学校（百頭町）
- 足利市立愛宕台中学校（高松町）
- 足利市立坂西中学校（葉鹿町）

#### 私立
- 白鷗大学足利中学校（伊勢南町）

### 小学校
- 足利市立けやき小学校（柳原町）
- 足利市立青葉小学校（大橋町一丁目）
- 足利市立東山小学校（助戸仲町）
- 足利市立桜小学校（千歳町）
- 足利市立毛野小学校（大久保町）
- 足利市立毛野南小学校（常見町一丁目）
- 足利市立山辺小学校（八幡町）
- 足利市立南小学校（堀込町）
- 足利市立三重小学校（五十部町）
- 足利市立山前小学校（山下町）
- 足利市立北郷小学校（田島町）
- 足利市立大月小学校（大月町）
- 足利市立名草小学校（名草中町）
- 足利市立富田小学校（駒場町）
- 足利市立矢場川小学校（里矢場町）
- 足利市立梁田小学校（福富町）
- 足利市立久野小学校（久保田町）
- 足利市立筑波小学校（小曽根町）
- 足利市立御厨小学校（福居町）
- 足利市立坂西北小学校（板倉町）
- 足利市立葉鹿小学校（葉鹿町一丁目）
- 足利市立小俣小学校（小俣町）

### 特別支援学校
- 栃木県立足利特別支援学校高等部、中学部、小学部（大沼田町）
- 栃木県立足利中央特別支援学校高等部、中学部、小学部（大月町）

### 幼稚園
- 足利幼稚園（家富町）
- 友愛幼稚園（通五丁目）
- 花園幼稚園（大町）
- 足利みどり幼稚園（東砂原後町）
- 足利くるみ幼稚園（伊勢南町）
- 足利短期大学付属幼稚園（福居町）
- 東光寺幼稚園（葉鹿町）
- 山辺幼稚園（堀込町）
- 足利ひかり学園幼稚園（菅田町）
- 矢場川幼稚園（里矢場町）
- 旭幼稚園（大沼田町）
- 足利いずみ幼稚園（五十部町）
- 足利めぐみ幼稚園（小俣町）
- 足利こばと幼稚園（堀込町）
- 足利しらゆり幼稚園（田中町）
- 足利さくら幼稚園（島田町）

### 学校教育以外の施設

#### 職業能力開発校
- 栃木県立県央高等産業技術学校本科（愛称： 栃木県産業技術大学校）県南校

#### 保育所
- 市立大町保育所（大町）
- 市立福居保育所（福居町）
- 市立松田保育所（松田町）
- 市立羽刈保育所（羽刈町）
- 市立山川保育所（山川町）
- 市立梁田保育所（福富町）
- 市立みなみ保育所（西新井町）
- 市立久野保育所（久保田町）
- 市立きた保育所（赤松台一丁目）
- 市立三重保育所（五十部町）
- 市立大前保育所（大前町）
- 市立名草保育所（名草中町）
- 市立わたらせ保育所（錦町）
- 市立にし保育所（大前町）
- 小俣幼児生活団（小俣町）
- 山前保育園（鹿島町）
- 常念寺保育園（通七丁目）
- ルンビニ保育園（借宿町）
- 本城保育園（本城一丁目）
- 龍泉寺保育園（助戸一丁目）
- わかば保育園（利保町一丁目）
- しんまち保育園（毛野新町一丁目）
- 両野保育園（小俣南町）
- 天王保育園（福居町）
- ポッポ保育園（多田木町）

### かつて存在した学校

#### 小学校
- 足利市立柳原小学校（2000年、東小の一部と統合し足利市立けやき小学校に）
- 足利市立西小学校（2001年、足利市立けやき小学校・足利市立三重小学校に分割統合）
- 足利市立東小学校（2000年、一部が足利市立けやき小学校に、一部が桜小学校に分割統合）
- 足利市立千歳小学校（2000年、東小の一部と統合し足利市立桜小学校に）
- 足利市立大橋小学校（2000年、相生小の一部と統合し足利市立青葉小学校に）
- 足利市立助戸小学校（2000年、相生小の一部と統合し東山小学校に）
- 足利市立相生小学校（2000年、一部が東山小学校に、一部が青葉小学校に分割統合）
- 足利市立北郷小学校月谷分校（1996年、足利市立北郷小学校に統合）
- 足利市立松田小学校
- 足利市立三和小学校（2000年、以上2校が統合し足利市立坂西北小学校に）
- 足利市立小俣第二小学校（1997年、小俣小学校に統合)
- 足利市立名草小学校足松分校（1982年、名草小学校に統合）
- 足利市立毛野小学校大久保分校（2004年、毛野小学校へ統合)

#### 中学校
- 足利市立北郷中学校
- 足利市立名草中学校（以上2校で統廃合し北中学校へ再編）
- 足利市立三和中学校（廃校後に坂西中学校へ統合）
- 足利市立矢場川中学校（山辺中学校へ統合）
- 足利市立三重中学校（山前中学校と統廃合し西中学校へ再編）
- 足利市立山前中学校（三重中学校と統廃合し西中学校へ再編）

#### 高等学校
- 栃木県立足利西高等学校
- 栃木県立足利商業高等学校（以上2校で統合し県立足利清風高等学校に）
- 栃木県立足利女子高等学校(栃木県立足利高等学校[旧]と統合し、共学の新制県立足利高等学校に)

## 通信

### 郵便
郵便番号は以下が該当する。4の集配局が集配を担当する。
- 足利郵便局：「326-00xx」「326-08xx」
- 足利西郵便局：「326-01xx」
- 福居郵便局：「326-03xx」
- 富田郵便局：「329-42xx」

#### 郵便局
- 足利郵便局（07005）
- 足利西郵便局（07020）
- 福居郵便局（07033）
- 富田郵便局（07084）
- 梁田郵便局（07085）
- 足利伊勢町郵便局（07087）
- 足利山前郵便局（07088）
- 足利北郷郵便局（07095）
- 足利通六郵便局（07118）
- 足利助戸郵便局（07126）
- 足利葉鹿郵便局（07138）
- 足利筑波郵便局（07150）
- 足利有楽町郵便局（07156）
- 足利松田郵便局（07157）
- 足利八幡郵便局（07159）
- 足利毛野郵便局（07171）
- 足利三重郵便局（07191）
- 名草郵便局（07195）
- 足利雪輪町郵便局（07198）
- 足利田中郵便局（07228）
- 矢場川郵便局（07236）
- 足利通三郵便局（07245）
- 足利勧農郵便局（07257）
- 足利朝倉郵便局（07268）
- 足利本城郵便局（07273）
- 足利南大町郵便局（07293）
- 足利小俣郵便局（07320）
- 久野簡易郵便局（07701）

### 電話番号
市内全域が足利MAの管轄となり、市外局番は「0284」。収容局は以下の7ビルが該当し、市内局番は以下の通り。
- 足利局：20-22
- 足利相生局：40-44
- 足利西局：62-63,65
- 足利南局：70-74
- 栃木富田局：90,91
- 名草局：41（9000番台）
- 足利三和局：61（1000番台）

## 交通

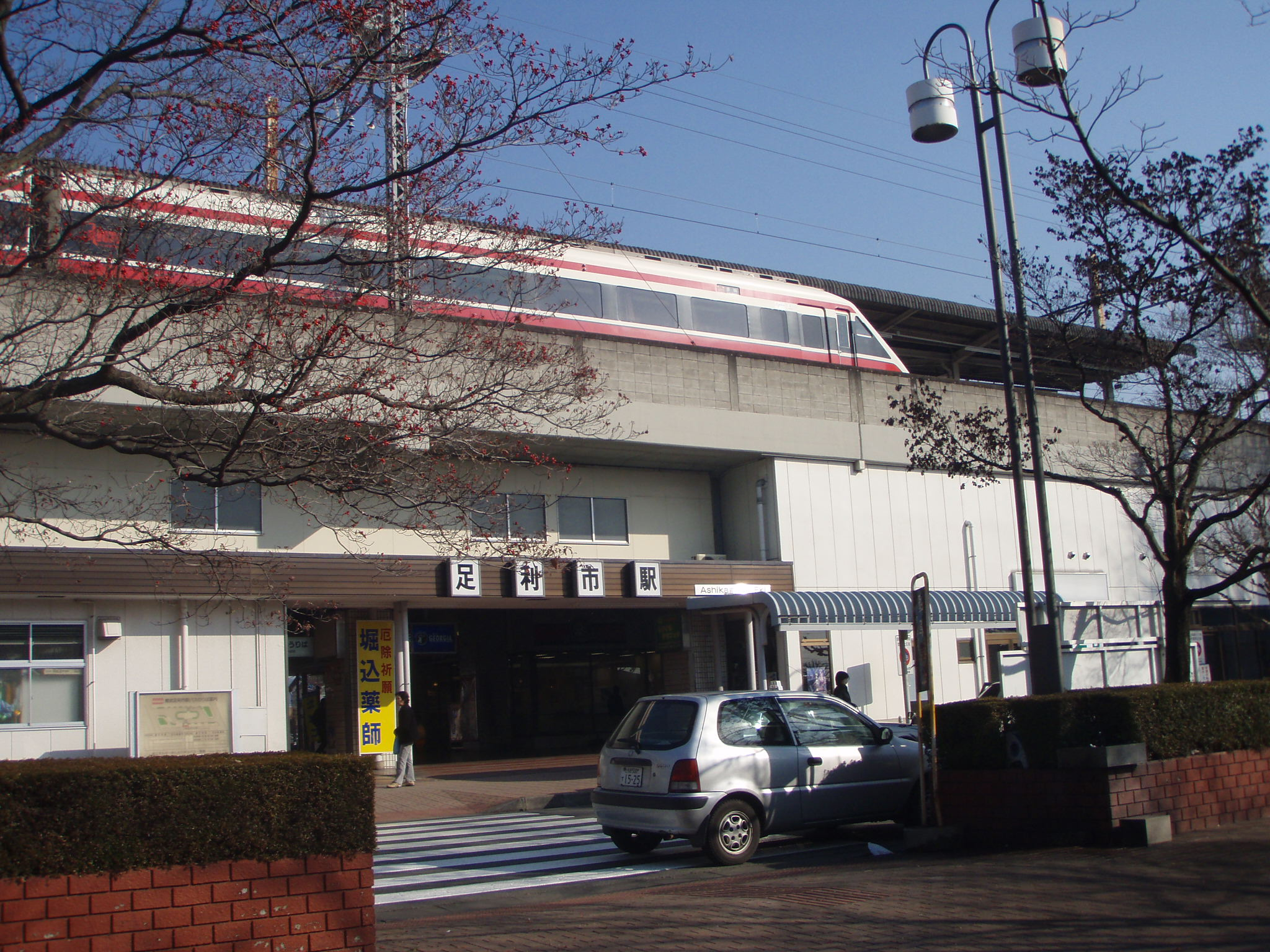
東武足利市駅

### 鉄道
東日本旅客鉄道
両毛線：富田駅 - あしかがフラワーパーク駅 - 足利駅 - 山前駅 - 小俣駅
東武鉄道
伊勢崎線：県駅 - 福居駅 - 東武和泉駅 - 足利市駅 - 野州山辺駅
足利市は東武日光線系統の路線が多く通る栃木県内において、唯一伊勢崎線が通る自治体である。
JTB時刻表で市の中心駅とされるのは足利駅であるが、渡良瀬川の対岸にある足利市駅のほうが本数が多く、東京都心へのアクセスに便利なため利用者数が多い。また東武伊勢崎線は足利市内区間に多数の駅を有し、各駅周辺の再開発事業も進行したことから、福居 - 野州山辺間の各駅周辺には近年大型マンションや商業施設の集積が進んでいる。一方でJR足利駅を中心とした旧市街には足利学校や鑁阿寺など観光名所が多い。

### バス
高速バス
東武線足利市駅（南口）発着
- 運転免許センター行（足利中央観光バス）

路線バス
かつては東武バスと関東自動車の2社が、市内各地をはじめ、桐生、太田、館林、熊谷、本中野、妻沼、西小泉、飛駒、佐野、静和など足利近郊を結んでいたが、現在は全線が廃止され、佐野市と足利市によって代替運行されている。2011年7月に路線の再編や本数の増便、デマンド運行の導入などを含む大規模再編が行われた。
足利市営バス（あしバス アッシー）
再編後の平成30（2018）年度は過去最多となる193,037人の利用があり収支状況は徐々に改善傾向だが年間運行収入2000万円に対し、運行経費が約8000万円。6000万円を市の補助金で賄っている。
運賃は大人210円こども100円の均一。運賃は乗車時に支払う前払い方式。1日乗車券や定期券の販売も行われている。
■小俣線
10系統： 小俣北町 - 小俣公園入口 - 足利西プラザ - 足工大前 - 足利赤十字病院 - 市役所前 - 東武足利市駅 - アピタ
11系統： 小俣公園入口 - 足工大前 - 足利赤十字病院 - 通三丁目 - 東武足利市駅 - アピタ
12系統： 足利赤十字病院 - 通三丁目 - 東武足利市駅 - アピタ
■松田線
20系統： 松田町 - 坂西団地 - 足利西プラザ - 春日団地 - 山前小前 - 足利赤十字病院 - 市役所前 - 東武足利市駅 - アピタ
21系統： 坂西団地 - 山前小前 - 足利赤十字病院 - 通三丁目 - 東武足利市駅 - アピタ
■行道線
30系統：行道山 - 赤松台北 - 足利高校入口 - 足利学校前 - JR足利駅 - 東武足利市駅 - アピタ
31系統：赤松台北 - 足利高校入口 - 足利学校前 - JR足利駅 - 東武足利市駅 - アピタ
■富田線
40系統：岡崎山 - 富田駅 - 足利病院 - 毛野新町三丁目 - ハーヴェストプレース - JR足利駅 - 東武足利市駅 - アピタ
41系統：毛野新町三丁目 - JR足利駅 - 東武足利市駅 - アピタ
■山辺線
51系統（左回り）：足利赤十字病院 - JR足利駅 - 東武足利市駅 - 野州山辺駅 - 南大町 - 堀里ニュータウン南 - アピタ - 東武足利市駅 - JR足利駅 - 足利赤十字病院
52系統（右回り）：足利赤十字病院 - JR足利駅 - 東武足利市駅 - アピタ - 堀里ニュータウン南 - 南大町 - 野州山辺駅 - 東武足利市駅 - JR足利駅 - 足利赤十字病院
■御厨線
61系統（左回り）：足利赤十字病院 - JR足利駅 - 東武足利市駅 - アピタ - ヨークタウン - 福居駅入口 - 筑波小前 - 南幸楽荘 - 福居駅入口 - ヨークタウン - アピタ - 東武足利市駅 - JR足利駅 - 足利赤十字病院
62系統（右回り）：足利赤十字病院 - JR足利駅 - 東武足利市駅 - アピタ‐ヨークタウン - 福居駅入口 - 南幸楽荘 - 筑波小前 - 福居駅入口 - ヨークタウン - アピタ - 東武足利市駅 - JR足利駅 - 足利赤十字病院
■中央環状線（土・日・祝日のみ運行）
71系統（左回り）：JR足利駅 - 山川町 - ハーヴェストプレース - 利保町一丁目 - 市民体育館前 - 足利学校前 - JR足利駅
72系統（右回り）：JR足利駅 - 足利学校前 - 市民体育館前 - 利保町一丁目 - ハーヴェストプレース - 山川町 - JR足利駅
■名草線
80系統：入名草 - やすらぎハウス - 武道館前 - 女子校前 - JR足利駅 - 東武足利市駅 - アピタ - 東武足利市駅 - 通三丁目 - 足利赤十字病院
佐野市生活路線バス（さーのって号）
■足利線（足利女子高校 - 足利高校入口 - やすらぎハウス - 名草小 - 下彦間明神前 - 寺沢入口）
その他（シャトルバス）
- 東武足利市駅（南口） - 足利工業大学
- 東武足利市駅（南口） - JR足利駅 - 佐野日本大学高等学校
- JR山前駅 - 足利工業大学

### 道路

#### 高速道路
- 北関東自動車道：足利インターチェンジ

#### 一般国道
- 国道50号
- 国道293号
- 国道407号

#### 主要地方道
- 栃木県道5号足利太田線
- 栃木県道8号足利館林線
- 栃木県道20号足利邑楽行田線
- 栃木県道38号足利千代田線
- 栃木県道39号足利伊勢崎線
- 栃木県道40号足利環状線
- 栃木県道67号桐生岩舟線

#### 一般県道
- 栃木県道116号足利市停車場線
- 栃木県道128号佐野太田線
- 栃木県道129号福居停車場線
- 栃木県道138号富田停車場線
- 栃木県道148号野田多々良停車場線
- 栃木県道152号赤岩足利線
- 栃木県道198号足利停車場線
- 栃木県道208号飛駒足利線
- 栃木県道218号名草小俣線
- 栃木県道219号松田葉鹿線
- 栃木県道223号寺岡館林線
- 栃木県道227号小俣桐生線
- 栃木県道253号借宿八幡線
- 栃木県道254号丸山葉鹿線
- 栃木県道256号竜舞足利線
- 栃木県道260号緑町山辺停車場線
- 栃木県道278号中野福居線
- 栃木県道284号松田大月線
- 栃木県道402号桐生足利藤岡自転車道線

## 姉妹都市
- 鎌倉市（神奈川県) 昭和57年4月26日締結
- 済寧市（中華人民共和国山東省）昭和59年9月21日締結
- スプリングフィールド市（アメリカ合衆国イリノイ州） 平成2年10月10日締結

## 観光

### 名所・旧跡

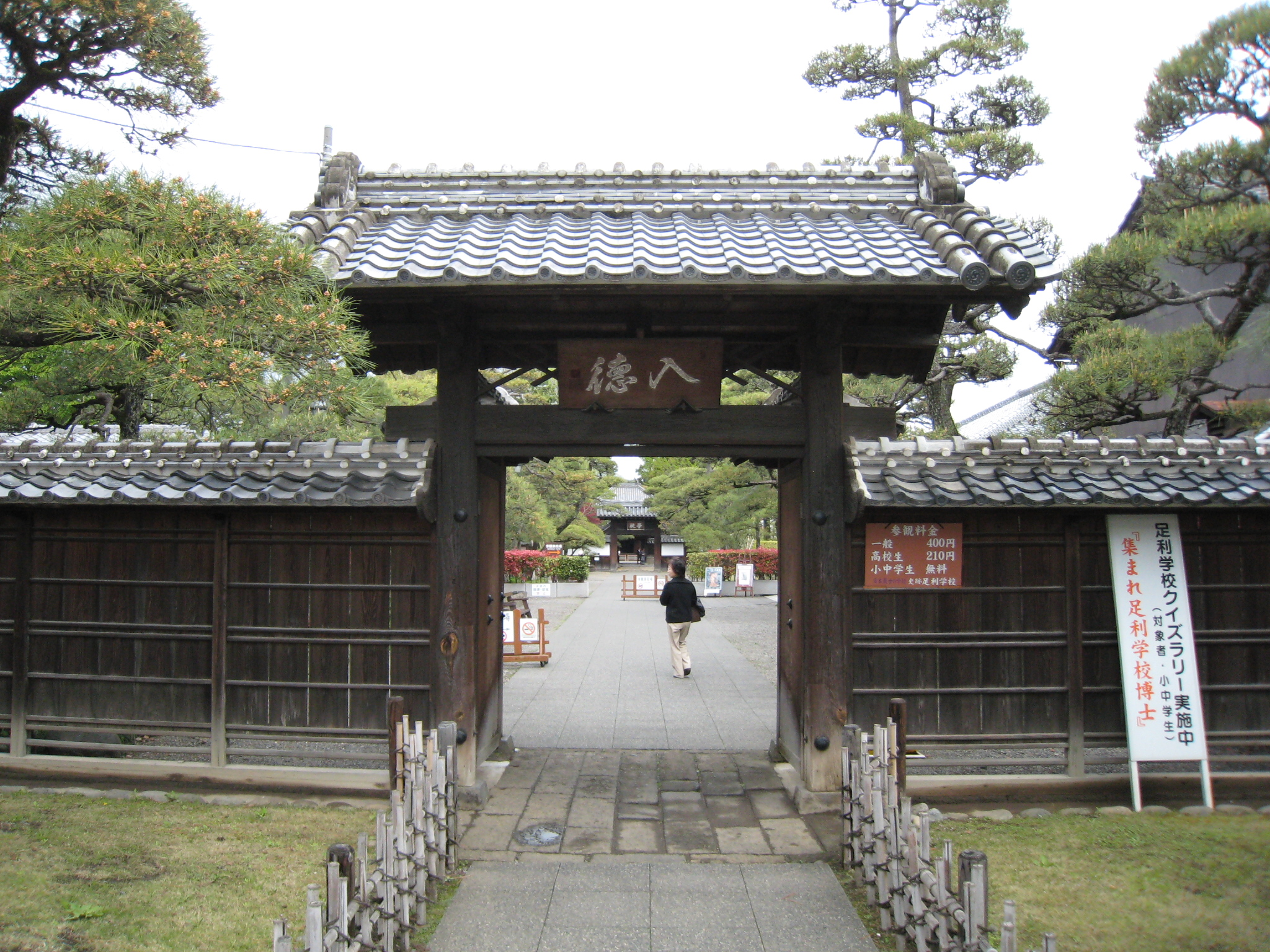
足利学校

- 足利学校 – 日本最古の学校

#### 神社
- 門田稲荷神社 – 下野國一社八幡宮の境内社で、日本三大縁切り稲荷のひとつ
- 織姫神社 – 西宮町。織物の町「足利」の守護神が奉られている
- 伊勢神社 – 伊勢町
- 三柱神社（みはしらじんじゃ） – 駒場町
- 大原神社（おおはらじんじゃ） – 大前町
- 八雲神社 (足利市大門通) – 大門通
- 八雲神社 (足利市通) – 足利市通
- 八雲神社 (足利市緑町) – 緑町
- 日光鹿島神社（にっこうかしまじんじゃ） – 大久保町
- 大山祇神社（おおやまづみじんじゃ） – 大沼田町
- 御厨神社（みくりやじんじゃ） – 福富町
- 八坂神社 – 島田町
- 八幡宮 – 八幡町
- 神明神社（しんめいじんじゃ） – 瑞穂野町
- 両社神社 - 寺岡町

#### 仏閣
- 鑁阿寺（ばんなじ） – 国宝・重要文化財、足利家の氏寺
- 行道山浄因寺 – 関東の高野山といわれる名刹
- 徳蔵寺 ‐ 4つの文化財を保有し、日本三大五百羅漢尊の1つと言われる五百羅漢は杉山智恵子の祖父が奉納[19][20]。

#### その他

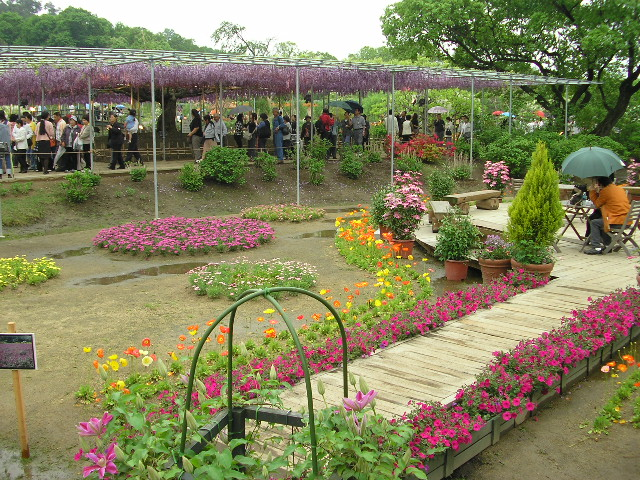
あしかがフラワーパーク

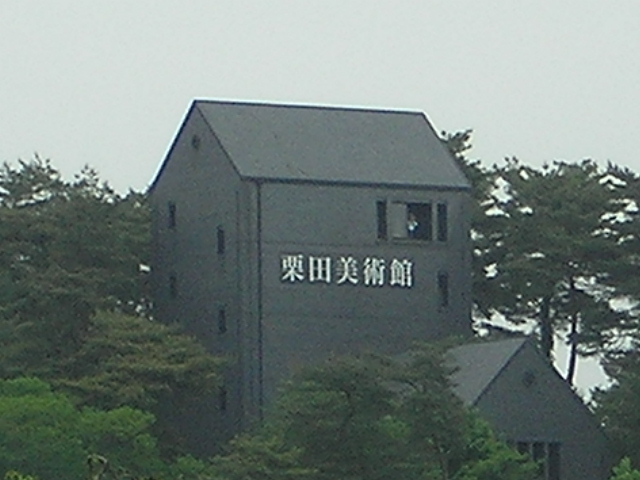
栗田美術館

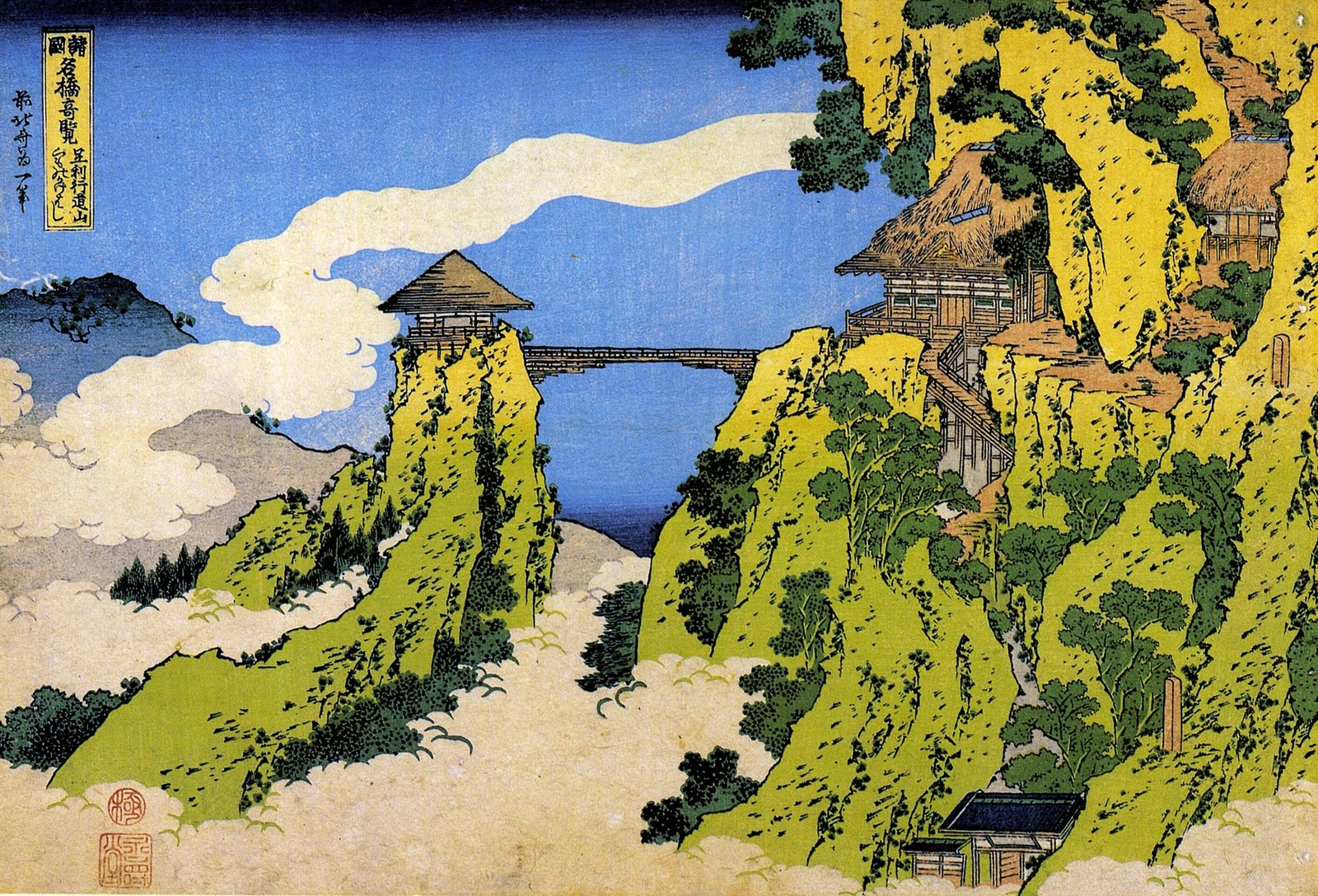
足利行道山くものかけはし（葛飾北斎）

- ひめちゃんひろば – 織姫神社のふもと付近にある町の駅。休憩所
- あしかがフラワーパーク
- JA足利アグリランドいちご農園
- 足利ハリストス正教会 – 山下りんの筆によるイコン（聖画像）は、市の重要文化財
- 名草の巨石群 – 風化現象によってできた巨石の数々。国の天然記念物[21][22]
- 渡良瀬橋 – 森高千里（歌、作詞）のヒット曲『渡良瀬橋』のモデル
- 栗田美術館 – 伊万里焼・鍋島焼の磁器専門。陶磁器専門館としては世界最大級の美術館
- 八木節
- 足利市立美術館
- 草雲美術館 – 足利藩絵師田崎草雲の遺作、遺品を展示
- 地蔵の湯
- ココ・ファーム・ワイナリー
- 松村記念館
- パンヂュウ屋さん
- 足利渡良瀬ウォーターパーク
- 石敢當（県町）
- 物外軒茶室（ぶつがいけんちゃしつ） – 市の指定文化財。回漕業者「萬屋」三代目で茶人の長四郎三（雅号・物外）が明治初期に建てたものを６代目柳田市郎右衛門が購入し明治34年に現在地に移築、昭和26年に鈴木病院の鈴木栄太郎が購入し、昭和48年に足利市に寄付した。

### 祭事・催事
- まゆ玉市（1月13日、徳正寺）
- 節分鎧年越し（2月3日、織姫公民館から鑁阿寺まで）
- 足利まつり（ゴールデンウィーク期間中、市内各地）
  - 足利春の花火大会（4月29日・雨天延期あり、渡良瀬川中橋上流河川敷）
- 初山祭（別名ペタンコ祭、6月1日 足利富士浅間神社）
- わたらせ・サマー・フェスタ（8月初旬、渡良瀬川中橋イベント広場ほか）
  - 足利花火大会（8月第1土曜日・雨天延期あり、渡良瀬川田中橋下流河川敷）
- 燈籠流し（8月の月遅れ盆、渡良瀬川中橋下流）
- 恵比寿講（11月19日・20日、西宮神社）
- 足利グルメグランプリ (11月下旬、栗田美術館)
- 足利学校さままつり（11月23日釈奠の日、足利学校周辺）
- あくたい（悪口）まつり（12月31日深夜から元日未明、大岩毘沙門天）
- 光の花の庭（10月下旬から2月上旬、あしかがフラワーパーク）[23]

### ご当地グルメ
- 古印最中
- ポテト入りやきそば
- 足利シュウマイ
- 大根そば
- ソースカツ丼

## 著名な出身者

### 出身者
- 相川紗登士（アナウンサー）
- 相田みつを（書家・詩人）
- 秋草俊（中野学校(日本版CIAとして世界的規模で諜報、防諜を行う陸軍の秘密機関)の初代校長）
- 朝海浩一郎（元駐米大使）
- 東関庄助（大相撲力士）
- 阿部敦[24]（声優）
- 阿由葉勝作（衆議院議員、大地主）
- 石井武 （オルトプラス創業者・CEO）
- 石川進（ダニー飯田とパラダイスキングメンバー、歌手、タレント）
- 板橋敏雄（実業家）
- 板橋文夫（ジャズピアノプレイヤー）
- 釆澤彩香（アイドルグループ・WiLLのリーダー）
- 売野雅勇（作詞家）
- 襟川陽一（コーエーテクモホールディングスの代表取締役社長）
- 大川政三（経済学者、一橋大学名誉教授）
- 岡ノ谷一夫（動物行動学者）
- 興津要（近世文学研究者、早稲田大学名誉教授）
- 荻野徹（原子力規制庁長官）
- 小野田隆雄（コピーライター）
- 笠原良三（脚本家）
- 川田司（駐ポーランド大使、元・外務省領事局長）
- 羅田泰和（歯科医師、きぬた歯科院長）
- 木村卜堂（書家）
- 木村タカヒロ（構成作家、放送作家）
- 久米勇紀（元プロ野球選手）
- 桜井哲夫（社会学者）
- 佐倉絆（タレント）
- 佐藤泉 (国文学者)
- 三代目・三遊亭歌橘（栃木県初の落語家、真打、2010年4月1日、足利市観光大使に任命された）
- ジョージ秋山（漫画家）
- 須永朝彦（歌人、小説家、評論家）
- 関敬六（コメディアン、俳優、声優）
- 想田和弘（映画監督）
- 田代義徳（医師）
- 立野記代（女子プロレス）
- 手島優 （タレント）（2011年4月1日、足利市の観光大使に任命された）
- 常見海琴（柔道選手）
- 永沢徹（弁護士）
- 中谷真希枝（ミュージカル女優）
- 羽川豊（プロゴルファー）
- 橋本幸治（映画監督）
- 橋本甜歌（タレント）
- 原裕美子（マラソン選手）
- 東村里恵子（政治家）
- 藤倉多祐（元プロ野球選手、野球指導者）
- フランキー為谷（タレント）
- 細田哲也（放送作家）
- 堀越善重郎（貿易商）
- 堀優衣（カラオケ☆バトルU-18四天王）
- 牧島如鳩（イコン画家）
- 丸山浩司（版画家）
- 丸山芳良（歌人）
- ムッシュ・ピエール（マジシャン）
- 茂木敏充（政治家）
- 森戸知沙希（モーニング娘。の14期メンバー、元カントリー・ガールズメンバー）
- 八染茂雄（1950年代に活躍した、大相撲力士）
- 柳田誠二郎（実業家）
- 横田千之助（政治家、司法大臣）
- 山田知広（作曲家）
- 山中柔太朗（M!LKのメンバー)
- 吉田雅司（マツモトキヨシホールディングス社長）
- 若山治（映画監督）

### ゆかりある人物
- 石井琢朗（足利工業高校に通学、2年時に夏の甲子園に投手として出場）
- 河口恭吾（足利南高校に通学していた）
- 森高千里（「渡良瀬橋」のヒットにより、足利市から感謝状贈呈）
- 田崎草雲（画家）
- 檀一雄（旧制足利中学に通学していた）
- 清水健太郎（足利工業大学に通学していた）
- 大川浩（足利高校に通学していた）
- 清水アキラ（芸人）（足利工業大学附属高等学校に通学していた）
- 三沢光晴（プロレスラー）（足利工業大学附属高等学校に通学していた）
- 川田利明（プロレスラー）（足利工業大学附属高等学校に通学していた）
- 勝俣州和（タレント）（2010年4月1日、足利市の観光大使に任命された）
- 小倉恒（投手　1992年ヤクルトスワローズドラフト7位→オリックス・ブルーウェーブ→東北楽天ゴールデンイーグルス）
- 岡田幸文（外野手　2008年千葉ロッテマリーンズ育成ドラフト6位→2009年支配下登録)
- 笹沼明広（捕手　2011年福岡ソフトバンクホークス育成ドラフト6位）
- 清水貴之（投手　2011年ソフトバンク育成ドラフト4位）※ベースボール・チャレンジ・リーグ・群馬ダイヤモンドペガサスを経ての指名
- 大滝清雄（詩人）（市内小中学校の教員を務めていた）
- 薮崎友宏（料理人）（あしかが輝き大使）

## 足利市で撮影が行われた作品
足利市は地域活性化の施策として「映像のまち構想」を掲げており、市には「映像のまち推進課」が設置され、映画やドラマ、CM、音楽PVなど映像作品の撮影誘致を行っている。
年は撮影時のもの。

### ドラマ
- 『はばたけ6年』（NHK教育テレビ、1989年度）
- 『太平記 (NHK大河ドラマ)』（NHK総合テレビ、1991年）
- 『さわやか3組』（NHK教育テレビ、2001年度）
- 『にんげんだもの〜相田みつを物語〜』（テレビ朝日、2004年）
- 『ヒミツの花園』（フジテレビ、2007年）
- 『恋空』（TBS、2008年）
- 『わが家の歴史』（フジテレビ、2010年）博多として足利で撮影
- 『冬のサクラ』（TBS、2011年）山形が舞台だが足利でも撮影
- 『遺留捜査』（テレビ朝日、2011年）市内トリコット会館を「警視庁　亀戸警察署」、足利市役所別館を「警視庁　月島東警察署」として撮影
- 『non-no TV』（BS-TBS、2011年）
- 『悪女たちのメス』（フジテレビ、2012年）
- 『赤い霊柩車』（フジテレビ、2012年）
- 『屋根のかなたに』（WOWOWスペシャルドラマ、2012年）
- 『山村美紗サスペンス』（テレビ朝日、2012年）
- 『いつか陽のあたる場所で』（NHK、2012年）
- 『DOCTORS』（テレビ朝日、2012年）
- 『信長協奏曲』（フジテレビ、2014年）
- 『BORDER』（テレビ朝日、2014年）
- 『水球ヤンキース』（フジテレビ、2014年）
- 『ちゃんぽん食べたか』（NHK、2015年）
- 『シークレットメッセージ』（dTV、2015年）
- 『民王』（テレビ朝日、2015年）
- 『私、結婚できないんじゃなくて、しないんです』（TBS、2015年）
- 『沈まぬ太陽』（WOWOW、2015年）
- 『ひこうき雲』（NHK、2015年）
- 『IQ246～華麗なる事件簿～』（TBS、2016年）
- 『アキラとあきら』（WOWOW、2016年）
- 『陸王』（TBS、2017年）
- 『今日から俺は‼』（日本テレビ、2018年）
- 『今際の国のアリス』(Netflix、2020年)
- 『この恋あたためますか』（TBS、2020年）
- 『連続ドラマW 東野圭吾 さまよう刃』(WOWOW、2021年)

### 映画
- 『遠雷』（東陽一監督、1981年）
- 『夜をぶっとばせ』（曽根中生監督、1983年）
- 『シャコタン☆ブギ』（中原俊監督、1987年）
- 『ガメラ2 レギオン襲来』　（金子修介監督、1996年）
- 『リリイ・シュシュのすべて』（岩井俊二監督、2001年）
- 『わたしのグランパ』（東陽一監督、2003年）
- 『花とアリス』（岩井俊二監督、2003年）
- 『虹の女神 Rainbow Song』（熊澤尚人監督、2006年）
- 『サマーリフレイン』（池田圭監督、2009年）
- 『蟹工船』（SABU監督、2009年）
- 『君に届け』（熊澤尚人監督、2010年）
- 『八日目の蝉』（成島出監督、2011年）
- 『今日、恋をはじめます』（古澤健監督、2012年）
- 『月光ノ仮面』（板尾創路監督、2012年）
- 『桜、ふたたびの加奈子』（栗村実監督、2013年）
- 『じんじん』（山田大樹監督、2012年）
- 『ルームメイト』（古澤健監督、2013年）
- 『シマウマ』（橋本一監督、2014年）
- 『64』（瀬々敬久監督、2014年）
- 『アンフェア』（佐藤嗣麻子監督、2014年）
- 『予告犯』（中村義洋監督、2014年）
- 『ルパン三世』（北村龍平監督、2014年）
- 『死んだ目をした少年』（加納隼監督、2014年）
- 『ディアーディアー』（菊地健雄監督、2014年）
- 『バンクーバーの朝日』（石井裕也監督、2014年）
- 『ちはやふる』（小泉徳宏監督、2015年）
- 『湯を沸かすほどの熱い愛』（中野量太監督、2015年）
- 『幸福のアリバイ〜Picture〜』（陣内孝則監督、2015年）
- 『団地』（阪本順治監督、2015年）
- 『アズミハルコは行方不明』（松居大悟監督、2015年）
- 『オケ老人!』（細川徹監督、2015年）
- 『金メダル男』（内村光良監督、2015年）
- 『一週間フレンズ。』（村上正典監督、2015年）
- 『氷菓』（安里麻里監督、2016年）
- 『めめめのくらげ2』（村上隆監督、2016年）
- 『ピーチガール』（神徳幸治監督、2016年）
- 『ハルチカ』（市井昌秀監督、2016年）
- 『22年目の告白』（入江悠監督、2016年）
- 『ラストレシピ ～麒麟の舌の記憶～』（滝田洋二郎監督、2016年）
- 『あゝ、荒野』（岸善幸監督、2017年）
- 『斉木楠雄のΨ難』（福田雄一監督、2016年）
- 『ユリゴコロ』（熊澤尚人監督、2016年）
- 『兄に愛されすぎて困っています』（河合勇人監督、2016年）
- 『ひるなかの流星』（新城毅彦監督、2016年）
- 『先生!、、、好きになってもいいですか?』（三木孝浩監督、2016年）
- 『トモダチゲーム』（永江二朗監督、2016年）
- 『帝一の國』（永井聡監督、2016年）
- 『サイレント・トーキョー』（波多野貴文監督、2020年）
- 『唐人街探偵　東京MISSION』（チェン・スーチェン監督、2021年）
- 『ひらいて』（首藤凜監督、2021年）

### MV
- 『鈴懸の木の道で「君の微笑みを夢見る」と言ってしまったら僕たち関係はどう変わってしまうのか、僕なりに何日か考えた上でのやや気恥ずかしい結論のようなもの』-AKB48（2013年）
- 『JAIROM』-ROA（2014年）
- 『さよならの季節』-SHISHAMO（2014年）
- 『何度目の青空か？』-乃木坂46（2014年）
- 『うちに帰ろう』-LUNKHEAD（2014年）
- 『走れ走れ』-ファンキー加藤　(2016年)

## スポーツ
全足利クラブ
1955年創部。日本野球連盟に加盟する社会人野球のクラブチーム。毎年行われる全日本クラブ野球選手権において優勝11回、準優勝6回（2021年現在）を数えるなど、クラブチームでは日本随一の強豪。本拠地は足利市総合運動場硬式野球場。
サウンドテーブルテニス
1933年（昭和8年）に当時足利市にあった足利盲学校（現・栃木県立盲学校）の校長・沢田正好が「盲人用ピンポン」として考案したパラスポーツ。アイマスクをして音の出るピンポン球を打ち合い、得点を競う。
- 足利尊氏公マラソン大会：昭和52年から毎年行われているマラソン大会。

## 備考
市外局番
市内全域において0284（太田市の一部にも0284の区域がある）
あしかがひめたま
足利ひめたま製作委員会により、2010年より行われている萌えおこし企画。市内の織姫神社と門田稲荷神社（下野國一社八幡宮境内社）の祭神をベースにデザインされた「おりひめ」と「みたま」の美少女キャラクター2人組。
足利銘仙
絹織物である。
渡良瀬橋43
地元密着をコンセプトに、市民（43）の力で、足利市を盛り上げ、足利市を全国に向けてPRすることを目標に2014年に結成された足利市のご当地アイドルユニット。2014年8月の第100回足利花火大会では楽曲「100年花火」が公式イメージソングに選ばれた。
弁天ちゃん。こと足利瞳
足利及び周辺地域振興の団体「いいね！プロジェクト推進委員会」のイメージキャラクター。主に足利市を中心に活動し地域活性化に寄与している。同市内の「いいねこ。のみせ」のイメージキャラクターでもある。渡良瀬川流域の団体・企業の応援をしており2015年2月現在では「足利ドーム建設推進組合」のキャラクターとしても活躍。
足利コミュニティFM（FM DAMONO）
2024年5月26日に開局したコミュニティ放送局。愛称のDAMONOとは、相田みつをの『にんげんだもの』から。